# Nataoraans (dialect)
Nataoraans is een dialect van de Centrale taal Nataoraans Amis, gesproken in Taiwan.

## Classificatie
- Austronesische talen
  - Oost-Formosaanse talen
    - Centrale talen
      - Nataoraans Amis
        - Nataoraans

Cikosowaans · Kaliyawaans · Nataoraans · Natawraans · Pokpok · Ridaw · Sakizaya